# Пастора, Эден
Эде́н Атана́сио Пасто́ра Го́мес (исп. Edén Atanacio Pastora Gómez; Сьюдад-Дарио, 22 января 1937 — 16 июня 2020, Манагуа) — никарагуанский политик, военный и государственный деятель. Полевой командир, активный участник сандинистской революции. После победы революции — противник режима СФНО, основатель оппозиционного Революционно-демократического альянса (ARDE), участник антиправительственной вооружённой борьбы. Со второй половины 2000-х — вновь сподвижник президента-сандиниста Ортеги.

## Борьба с сомосизмом

### Революционер-партизан
Родился в многодетной семье зажиточного земледельца. Ему было семь лет, когда его отец был убит национальными гвардейцами Анастасио Сомосы-старшего. Учился в иезуитском колледже, потом изучал медицину в Гвадалахарском университете (Мексика). Проникся идеями Сандино. Изначально стоял на левосоциалистических популистских позициях, вёл агитацию среди крестьян и индейцев южных районов Никарагуа.
С конца 1950-х участвовал в антисомосистских акциях, был склонен к силовым вооружённым формам. Арестовывался национальной гвардией, подвергался пыткам. В середине 1960-х установил контакты с СФНО. Группа Пасторы особенно активно практиковала террористические акции против режима Анастасио Сомосы-младшего. Тогда же принял псевдоним Comandante Cero.
Был одним из основателей в 1966 году Национального союза оппозиции (UNO, другими основателями были врач Фернандо Агуэро Роча и журналист Педро Хоакин Чаморро), который объединил 5 политических партий, оппозиционных сомосизму: консервативную, независимую либеральную, социалистическую, социал-христианскую и коммунистическую партии.
22 января 1967 года был арестован и подвергся пыткам, освобождён 4 марта 1968 года.

### Операция «Свинарник»
Был одним из организаторов и руководителем резонансной акции 22 августа 1978 года — захвата Национального дворца и взятия сотен заложников из никарагуанской элиты. (Пастора дал операции название Chanchera — «Свинарник»). Сомоса вынужден был выполнить требования партизан, несмотря на сопротивление американского инструктора Майкла Эчаниса, настаивавшего на силовом решении. Была освобождена группа из 50 сандинистов, включая лидеров движения во главе с Томасом Борхе (один из будущих лидеров страны и будущий политический противник Пасторы), выплачено полмиллиона долларов и в СМИ озвучено несколько манифестов СФНО.
В 1978—1979 годах командовал Южным фронтом сандинистов «Беньямин Селедон». Воевал с крупными соединениями национальной гвардии. Это ограничило возможности наступательных операций, но отвлекло значительные силы с севера и от Манагуа, что ускорило поражение Сомосы.

### В правительстве СФНО
После победы сандинистской революции к власти в Никарагуа пришёл СФНО во главе с Даниэлем Ортегой. Эден Пастора стал заместителем министра внутренних дел Томаса Борхе, потом заместителем министра обороны Умберто Ортеги. Возглавил также никарагуанское народное ополчение и получил звания «бригадный команданте» и «партизанский команданте».
Однако Пастора никогда не входил в политическое руководство СФНО и никогда не имел полного доверия к руководству.

## Против сандинистов и контрас
К 1981 году полностью разочаровался в сандинистской политике. Авторитаризм сандинистского руководства, сближение с СССР, явная ориентация на «реальный социализм», прокоммунистические тенденции Ортеги и Борхе, а главное, тяжёлое положение крестьянства снова привели его к жёсткому конфликту с властями. Негодование Пасторы вызывал и образ жизни партийной элиты, начавший напоминать роскошество клана Сомосы.

Я не покидал СФНО — они покинули меня. Те, кто предал наши идеалы ради марксизма-ленинизма. Люди наказали их поражением 1990 года.

Эден Пастора

7 июля 1981 года организовал оппозиционный «Сандинистский революционный фронт» (FRS) и обнародовал свой политический манифест. Вскоре покинул Никарагуа. В 1982 году учредил в Сан-Хосе «Революционно-демократический альянс» (ARDE) для борьбы с «изменниками делу Сандино». Базой партизанских действий стали северные районы Коста-Рики. Политическое содействие оказал давний друг Пасторы — президент Панамы Омар Торрихос, ставший посредником в налаживании необходимых контактов новых повстанцев с США.
Эден Пастора категорически отказался от союза с северными контрас, впоследствии создавшими коалицию Никарагуанское сопротивление. Для бывшего сандинистского команданте было неприемлемо сотрудничество с бывшим сомосовским гвардейцем Энрике Бермудесом, представителем сомосовской элиты Аристидесом Санчесом или правым неоконсерватором Адольфо Калеро. Предложение присоединиться делались Пасторе через никарагуанского политика Альфонсо Робело, но переговоры окончились безрезультатно.

Мы были не контрас, а диссидентами — вели политическую борьбу, а не войну.

Эден Пастора 

Лидеры контрас, а также США, были весьма заинтересованы в присутствии Эдена Пасторы в объединённой антисандинистской оппозиции. Его репутация, популярность и левый радикализм могли заметно повысить общую популярность движения. Отказ Пасторы от альянса спровоцировал месть ЦРУ — был распространён слух о его причастности к наркоторговле. Реальных фактов масштабного наркобизнеса и личной причастности доказательно не было установлено.
30 мая 1984 году против него был совершён теракт. Взрыв произошёл во время пресс-конференции в коста-риканском городе Ла-Пенка. Погибли 7 человек, Пастора был ранен, но остался жив. Первоначально предполагалось, что попытку убийства предприняло ЦРУ в отместку за отказ присоединиться к северным контрас. Впоследствии выяснилось, что неудачный теракт организовали сандинистские власти для устранения политического противника руками аргентинских ультралевых.
Изоляционистская позиция Пасторы отсекла его от американской помощи. В военном отношения акции ARDE имели ограниченный результат, несопоставимый с действиями правых контрас. К 1985 положение отрядов Пасторы в Коста-Рике стало критическим. 16 мая 1986 года он сообщил о сворачивании вооружённой борьбы, сдался коста-риканской гражданской гвардии и запросил политического убежища в Коста-Рике.

## Попытки самостоятельной политики
В 1989 году, после мирных соглашений сандинистского правительства с контрас, вернулся в Никарагуа. Он попытался включиться в политический процесс, вступил в альянс с небольшой социал-христианской партией. Снова попытался выдвинуть альтернативу как сандинистам, так и правым:

Мы против империализма Москвы и Вашингтона. Я предлагаю третий тип правительства — без советских танков и американских долларов.

Эден Пастора

Он рассчитывал на свою личную популярность, но все фигуры, связанные с десятилетней войной, отторгались никарагуанским обществом. На первых свободных выборах 25 февраля 1990 года Эден Пастора и его сторонники потерпели поражение. Победу одержали представители невооружённой оппозиции. После неудачи на выборах Э. Пастора на два года вернулся в Коста-Рику.
В 1994 году попытался сформировать новую политическую организацию — Движение демократического действия (MAD). Планировал выдвинуть свою кандидатуру на президентских выборах 1996 года. Но его кандидатура была снята, поскольку никарагуанское законодательство запрещает баллотироваться в президенты лицам с двойным гражданством (Пастора был на тот момент гражданином Никарагуа и Коста-Рики).
Принял участие в мексиканских событиях 1994—1995 годов — восстании сапатистов субкоманданте Маркоса. Сподвижники Маркоса (в частности, его друг юности Макс Аппедоле) обратились к Э. Пасторе, который написал экспертный доклад для президента Мексики Эрнесто Седильо и министра внутренних дел Эстебана Моктесумы (склонявшегося к мирным договорённостям с сапатистами), призвав не применять силовых методов. Его обращение возымело определённый эффект и способствовало мирным переговорам.

## Семья и быт
Его личная жизнь складывалась сложно, он был четырежды женат и, по его словам, имел 21 ребёнка. Столь же трудно велись финансовые дела. В 2001 году он вынужден был распродавать личное имущество для покрытия насущных расходов.

Первое, что теряет революционер — это свою жену. Последнее — свою жизнь. Между женщиной и жизнью мы теряем свободу, счастье, способность жить.

Эден Пастора

В периоды отхода от политической деятельности — середина 1970-х, конец 1990-х—начало 2000-х — занимался бизнесом: коммерческой рыбной ловлей на пограничной с Коста-Рикой реке Сан-Хуан.
В 2006 году режиссёр Альваро Пардо снял фильм Edén Pastora — Komentaja Nolla. Картина рассказывает о судьбе Эдена Пасторы и посвящена его возвращению в никарагуанскую политику.

## Снова в союзе с Ортегой

### Возвращение к сандинистам
В ноябре 2006 года баллотировался в президенты, и получил всего 0,27 % голосов. Вскоре после этого он объявил о своём примирении с сандинистами. Поскольку вновь избранный президентом Никарагуа Даниэль Ортега к тому времени признал ошибки прежнего правления, это удалось сделать, сохраняя лицо.

Лидер только один: Даниэль Ортега. Он продолжает революционный путь к свободе и демократии. Только он может гарантировать социальные программы. Если не он, антисандинисты разрушат всё. Мы уже видели их два десятилетия назад — приватизация четырёхсот предприятий, демонтаж железных дорог, лишь бы искоренить сандинизм, более полумиллиона вынужденных переселенцев на работу в Коста-Рику.

Эден Пастора

### Дноуглубительный скандал
В 2010 году Пастора получил от президента Ортеги назначение на специально созданную должность министра по развитию бассейна реки Сан-Хуан. В сопровождении армейского подразделения Пастора занял остров Исла-Калеро (площадью в 151 квадратный километр, расположен в Карибском море к северу от коста-риканского побережья) для проведения дноуглубительных работ с целью строительство канала, соединяющего Сан-Хуан с Атлантическим океаном. Возник дипломатический и международно-правовой конфликт. Правительство Коста-Рики считает занятый остров своей суверенной территорией. Кроме того, оно обвинила Никарагуа в нанесении тяжёлого ущерба экологии. Коста-риканская прокуратура возбудила уголовное преследование Пасторы.
Скандал оставался неурегулированным. 17 декабря 2013 года по заявлению правительства Коста-Рики Эден Пастора объявлен в розыск по линии Интерпола.

### В подавлении протестов
В апреле 2018 Никарагуа охватили массовые протесты против пенсионной реформы. Правительство Ортеги ответило жёсткими полицейскими мерами. Эден Пастора занял жёсткую позицию, резко критиковал протестующих, оправдывал силовое подавление. Получила известность его угроза в адрес оппозиционных священников: «Они должны знать — пуля пробивает сутану». При этом отмечалось, что большинство сандинистских чиновников старались уклоняться от публичных высказываний на эту тему — Пастора явил исключение.
Пастора активно участвовал в организации проправительственных иррегулярных формирований, применявших насилие против демонстрантов. Межамериканская комиссия по правам человека возложила на эти группы ответственность за многочисленные убийства.

### Трения с высшим руководством
В то же время в марте 2018 Пастора вызвал недовольство верхушки СФНО предложением начать готовить преемника Даниэлю Ортеге. Имелись сведения, что президент Ортега и его жена вице-президент Никарагуа Росарио Мурильо вызывали Пастору для строгого выговора за это высказывание (истолкованное как недоверие к Мурильо и непризнание её статуса политической наследницы). Однако Пастора продолжал настаивать на своём.

## Кончина
В июне 2020 Эден Пастора был в тяжёлом состоянии госпитализирован в военный госпиталь Манагуа. Официальным диагнозом была названа бронхопневмония. При этом проходила информация о заболевании Пасторы коронавирусом. Однако правительство Ортеги не признаёт в Никарагуа пандемии COVID-19 (Пастора тоже стоял на этой позиции) — признание такого заболевания у видного деятеля СФНО в любом случае было бы маловероятным. Эти сведения специально опровергали жена Пасторы Иоаланда Торрес, сыновья Альваро и Эмилио.
13 июня в ряде латиноамериканских СМИ появились сообщения о смерти Эдена Пасторы — со ссылкой на известных независимых журналистов Тифани Робертс и Карлоса Чаморро. Эта информация не получила официального подтверждения и на следующий день была опровергнута членами семьи Пасторы.
Официально о кончине 83-летнего Эдена Пасторы объявлено 16 июня 2020. Непосредственной причиной смерти назван сердечный приступ.